# Ấn quỷ
Ấn quỷ (tên gốc tiếng Anh: The Unholy) là một phim kinh dị siêu nhiên của Mỹ do Evan Spiliotopoulos viết kịch bản, đồng sản xuất và đạo diễn, dựa trên tiểu thuyết Shrine ra mắt năm 1983 của nhà văn James Herbert. Phim được sản xuất bởi Sam Raimi với nhà sản xuất Ghost House Pictures, phim có sự tham gia của Jeffrey Dean Morgan, Katie Aselton, William Sadler, Diogo Morgado, Cricket Brown và Cary Elwes.
Với tựa đề ban đầu là Shrine, dự án được công bố vào tháng 12 năm 2018, với Sony Pictures chuyển thể tiểu thuyết cùng tên của Herbert. Dàn diễn viên đã được công bố từ năm 2018 đến năm 2020, với thuật nhiếp ảnh chính sẽ bắt đầu ở Boston, nhưng vào ngày 14 tháng 3 năm 2020, việc quay phim đã bị tạm dừng vì đại dịch COVID-19. Ấn quỷ được ra mắt vào ngày 2 tháng 4 năm 2021 bởi nhà phân phối Sony Pictures Releasing.

## Nội dung
Phim xoay quanh cô gái khiếm thính Alice tại một thị trấn nhỏ thuộc vùng New England. Một ngày nọ, cô bỗng nhiên có thể nghe, nói như bình thường và có được năng lực chữa bệnh cho mọi người. Hàng trăm nghìn người từ khắp đất nước đổ về chứng kiến phép màu của cô. Trong số này, nhà báo Gerry Fenn muốn thực hiện một phóng sự để cứu vãn sự nghiệp. Song, hàng loạt những sự kiện kinh hoàng xảy ra khiến ông dần nhận ra thế lực ma quỷ thật sự đứng sau lưng cô gái trẻ.

## Diễn viên
- Jeffrey Dean Morgan vai Gerry Fenn
- Katie Aselton vai Natalie Gates
- William Sadler
- Diogo Morgado vai Đức ông

Delgarde
- Cricket Brown vai Alice
- Cary Elwes vai Giám mục Gyles
- Marina Mazepa vai Mary Elnor
- Christine Adams vai Monica Slade
- Bates Wilder
- Madison LaPlante vai Cô bé thanh thiếu niên

## Sản xuất
Vào ngày 3 tháng 12 năm 2018, Deadline báo cáo rằng Screen Gems và Sam Raimi sẽ sản xuất phim Shrine, một bộ phim chuyển thể của James Herbert - tiểu thuyết kinh dị của cùng tên, với Evan Spiliotopoulos viết kịch bản và làm đạo diễn đầu tay. Vào ngày 18 tháng 9, 2019, Jeffrey Dean Morgan tham gia vào dàn diễn viên của bộ phim. Vào ngày 12 tháng 11, 2019, Jordana Brewster tham gia vào dàn diễn viên của bộ phim. Vào ngày 27 tháng 2, 2020, Katie Aselton, William Sadler, Diogo Morgado, Cricket Brown, Marina Mazepa, Christine Adams, Bates Wilder và Cary Elwestham tham gia vào dàn diễn viên của bộ phim, với Aselton thay thế Brewster, và với thuật nhiếp ảnh chính sẽ bắt đầu ở Boston, nhưng vào ngày 14 tháng 3 năm 2020, việc quay phim đã bị tạm dừng vì đại dịch COVID-19.

## Phát hành
Vào tháng 3 năm 2021, tên mới của bộ phim được công bố là The Unholy (Ấn quỷ), cùng với đoạn giới thiệu và ngày công chiếu dự kiến là ngày 2 tháng 4 năm 2021.

## Đón nhận

### Doanh thu phòng vé
Tính đến  ngày 2 tháng 6 năm 2021, Ấn quỷ đã thu về 15,5 triệu USD chỉ tính riêng tại thị trường Mỹ và Canada và 15,3 triệu USD tại các quốc gia và vùng lãnh thổ khác, đưa tổng mức doanh thu toàn cầu lên tới 30,8 triệu USD.
Ấn quỷ thu về 1,2 triệu USD trong ngày đầu công chiếu và tổng 3,2 triệu USD từ 1.850 rạp chiếu sau ba ngày cuối tuần ra mắt, đứng thứ hai về doanh thu phòng vé tuần sau Godzilla đại chiến Kong. Doanh thu phim giảm 23% xuống còn 2,4 triệu USD trong dịp cuối tuần thứ hai, và thu về 2 triệu USD trong gịp cuối tuần thứ ba.

### Đánh giá chuyên môn
Trên hệ thống tổng hợp kết quả đánh giá Rotten Tomatoes, phim nhận được 27% lượng đồng thuận dựa theo 51 bài đánh giá, với điểm trung bình là 4,8/10. Các chuyên gia của trang web nhất trí rằng, "Chẳng mấy đáng sợ và đôi lúc rất nhạt nhẽo, Ấn quỷ rơi vào đúng vết xe đổ đã giết chết vô số phim điện ảnh kinh dị về tôn giáo khác." Trên trang Metacritic, phần phim đạt số điểm 36 trên 100, dựa trên 15 nhận xét, chủ yếu là các ý kiến tiêu cực. Lượt bình chọn của khán giả trên trang thống kê CinemaScore cho phần phim điểm "C+" trên thang từ A+ đến F, trong khi đó trang PostTrak cho biết 52% số khán giả cho phim số điểm tích cực, và 37% cho biết sẽ giới thiệu bộ phim tới bạn bè.
Cây viết Alonso Duralde từ TheWrap nhận xét rằng "bạn đã từng xem [bộ phim] này rồi, vô số lần" kèm lời bình luận: "Sam Raimi là nhà sản xuất, và thật khó để không nghĩ về việc làm thế nào ông có thể khai thác chất liệu này để vừa gợi sự khiêu khích vừa gây sợ hãi cùng một lúc; tác phẩm Drag Me to Hell của ông vẫn là tiêu chuẩn vàng cho cách để khiến khán giả sợ hết hồn với nhãn phim PG-13. Nhưng những gì chúng ta thấy ở đây chỉ là một chiếc hầm lạnh ẩm ướt chật chội nhốt lấy một dàn diễn viên quá tài giỏi."